# Wellington Marist
Wellington Marist AFC – nowozelandzki klub piłkarski z siedzibą w Wellington.

## Osiągnięcia
- Zdobywca Chatham Cup (2): 1932 i 1946[1].